# Pentanal
El pentanal és un compost orgànic de la classe dels aldehids que està constituït per una cadena lineal de cinc carbonis amb un grup carbonil en un dels seus extrems. La seva fórmula molecular és {\displaystyle {\ce {C5H10O}}}.

## Estat natural

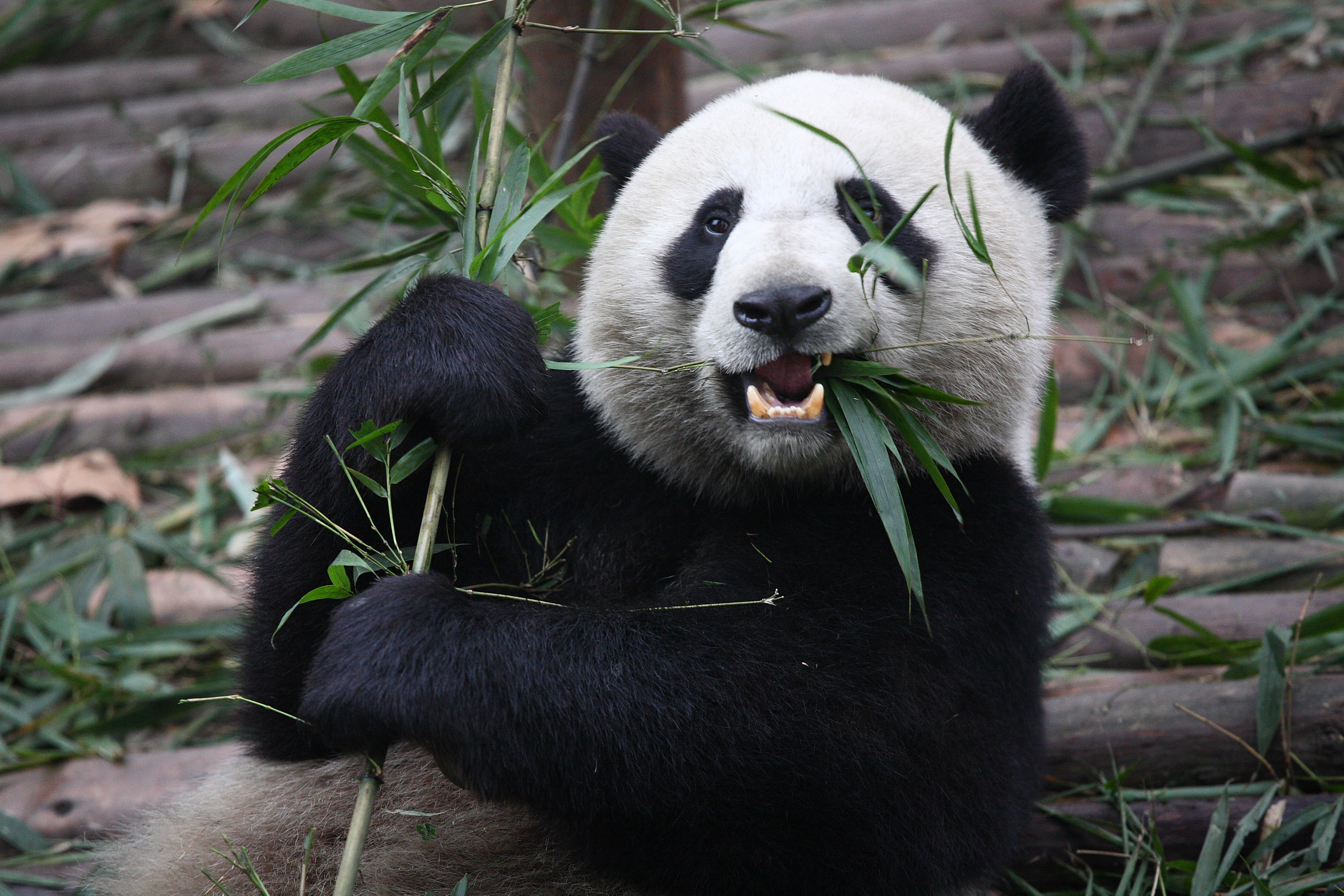
Panda gegant (Ailuropoda melanoleuca).

Hom ha trobat emissions de pentanal en flors de diverses plantes dels ordres alismatals, asparagals, brassicals, lamials, rosals i sapindals. També el panda gegant (Ailuropoda melanoleuca), el búbal vermell (Alcelaphus buselaphus caama), el corc del blat (Granary weevil) i el corc de l'arròs (Sitophilus oryzae) el fan servir en la composició de les seves feromones. Per altra banda, s'ha demostrat que el pentanal és un dels composts que formen part de l'olor de la llet oxidada per efecte de la llum i que prové de la degradació dels àcids grassos.

## Propietats
El pentanal és un líquid transparent que a baixes concentracions té olor agradable a fruita, a xocolata. Té un punt de fusió de –91,5 °C, un d'ebullició de 103 °C. A 20 °C té una densitat de 0,8095 g/cm³ i un índex de refracció d'1,3944. És soluble en etanol, dietilèter i lleugerament soluble dins d'aigua (11,7 g/L a 25 °C).

## Obtenció
El mètode industrial més emprat en l'actualitat per a produir pentanal és l'anomenat procés oxo, una hidroformilació del but-1-è segons l'equació següent:

## Usos
El pentanal s'utilitza en aromatitzants, química de resines i acceleradors de cautxú.